# 타이베이 징슈 사립 여자고급중고등학교

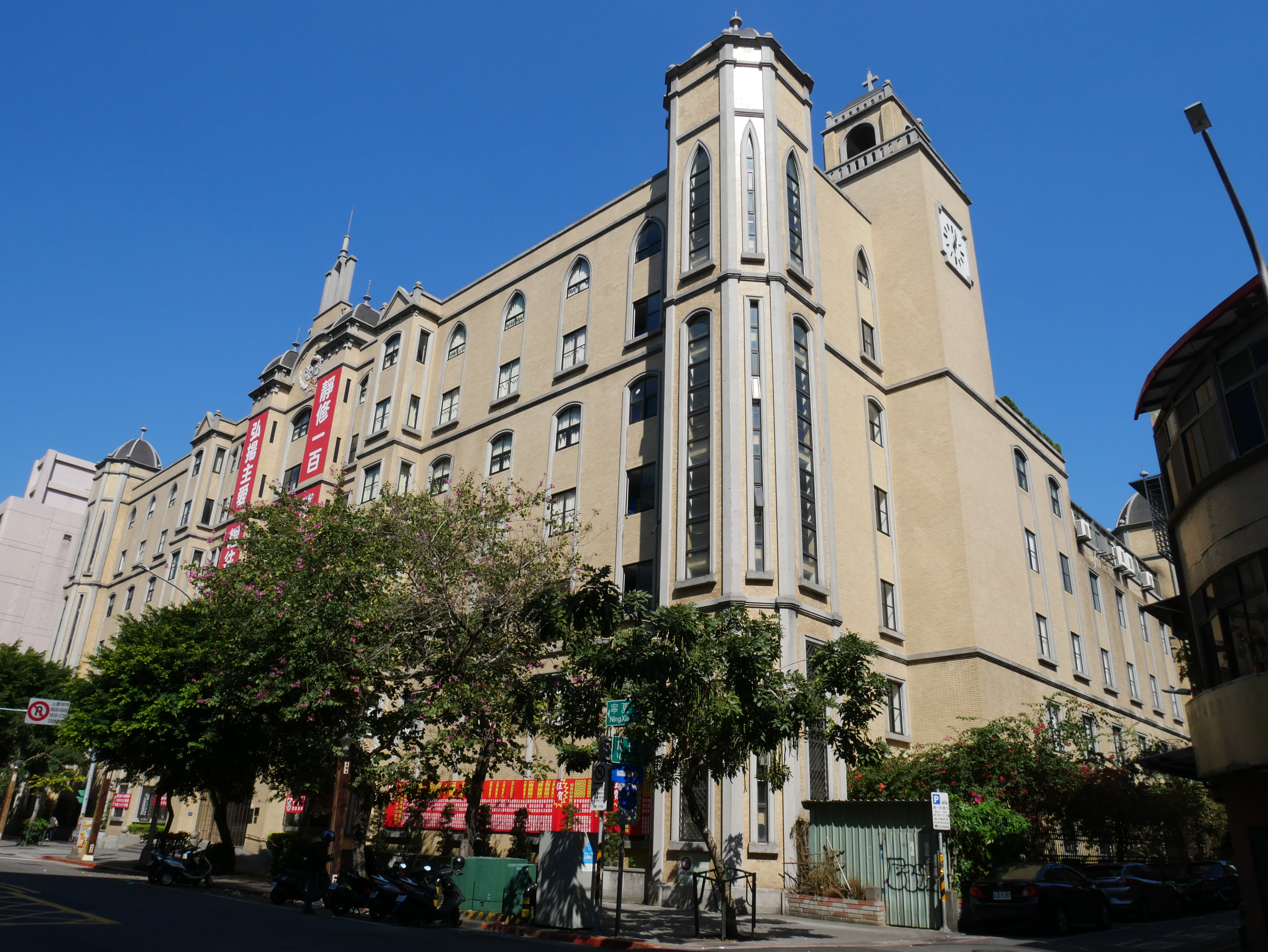
타이베이 징슈 사립 여자고급중고등학교

타이베이 징슈 사립 여자고급중고등학교(臺北市私立靜修女子高級中學)는 중화민국 타이베이의 로마 가톨릭 종파 계통 관련 사립 여자 중고등학교이다. 1916년 당시 베네딕토 15세 교황의 관련 지원으로 하여금 국민정부 초기 시대 중화민국 대륙 본토 타이완 성 타이베이에서 첫 개교되었다.